# Szentpéteri József (régész)
Szentpéteri József (Budapest, 1954. december 9. –) régész.

## Élete
1979-ben végzett az Eötvös Loránd Tudományegyetem történelem–régészet szakán. 1983-ban egyetemi doktor lett. 1992-ben történelemtudományi kandidátusi fokozatot szerzett, illetve a SZÁMALK Számítástechnikai Oktató Központban rendszerszervező szakot végzett.
1980–1986 között az MTA Régészeti Intézetének, 1986–2007 között az MTA Társadalomtudományi (Kutatóintézeti) Főosztályának, 2008–2011 az MTA Történettudományi Intézetének munkatársa, 2012-től tudományos főmunkatársa. 1994–2005 között a szombathelyi Berzsenyi Dániel Tanárképző Főiskolán oktatott, illetve 2007–2009 és 2013–2014 között a Szegedi Tudományegyetem Régészeti Tanszékének ásatási gyakorlatát irányította Solt-Tételhegyen.
Ásatott többek között 1979–1982 között Pilisszentkereszten (ciszterci apátság), 1984–1996 között Vörs–Papkert B lelőhelyen (8–10. századi temető), 2006–tól Solt–Tételhegyen (többkorszakos lelőhely). Szerkesztette az Avar Corpus I. és V. kiadványokat, 1983–2001 között a Kárpát-medencei avar korszak lelőhelykataszterét (ADAM), 1996–2001 között az Encyclopaedia Humana Hungarica-t, illetve 1999–2001 között a Magyar Kódexet.
1983–tól tagja Magyar Régészeti és Művészettörténeti Társulatnak, 1991-től az ARCHEOCOMP Egyesületnek, 2006-tól a Magyar Régész Szövetségnek, 2008-tól a Magyar Történelmi Társulatnak. 1995–2006 között elnöke volt az Enciklopédia Humana Egyesületnek, 2008-tól titkára a Tételhegy Alapítványnak.
Elsősorban az avar és a magyar honfoglalás korával foglalkozik a Kárpát-medencében, illetve az Avar Kaganátus térképes ábrázolásaival.

## Elismerései
- A Magyar Érdemrend tisztikeresztje (2015)

## Művei
- 1979 A zsélyi avar kori temető (diplomamunka)
- 1990 Adatok az avar asszimiláció kérdésköréhez - Egy kora középkori népesség régészeti feltárása Vörsön. Forrás 1990 október, 69–78.
- 1990 Kisköre avar kori népességének belső rétegződése. Tisicum - Jász-Nagykun-Szolnok Megyei Múzeumok Évkönyve VII, 139–166.
- 1991 Késő avar kori lovas temetkezések Vörsön (Somogy megye). In: Móra Ferenc Múzeum Évkönyve 1984/85/2. Szeged, 265–276.
- 1992 Vorläufige Ergebnisse der Ausgrabungen am Gräberfeld Vörs aus dem 9.–11. Jahrhundert (Ungarn, Komitat Somogy). Slovenská archeológia 40/2, 223–241. (tsz. Költő László–Lengyel Imre–Pap Ildikó)
- 1993 Az avar kori hadsereg legfelsőbb vezető rétege a régészeti források tükrében. Tisicum - Jász-Nagykun-Szolnok Megyei Múzeumok Évkönyve VIII, 163–180.
- 1993 Archäologische Studien zur Schicht der Waffenträger des Awarentums im Karpatenbecken I. Die waffenkundliche Hinterlassenschaft des awarisches Reiches. Acta Archaeologica Academiae Scientiarum Hungaricae 45, 165–246.
- 1993 Egy késő avar kori lovas tiszti jelvény – a „csótár”. In: Az Alföld a 9. században. Szerk. Lőrinczy Gábor. Szeged, 49–77.
- 1993 Die oberste Führungsschicht des awarenzeitlichen Heeres im Spiegel der archäologischen Quellen. In: Actes du XIIe Congres International des Sciences Préhistoriques et Protohistoriques, Bratislava, 1–7 septembre 1991. Ed. Juraj Pavúk. Bratislava,261–270.
- 1994 Archäologische Studien zur Schicht der Waffenträger des Awarentums im Karpatenbecken II. Die gesellschaftliche Schichtung des awarenzeitlichen Heeres. Acta Archaeologica Academiae Scientiarum Hungaricae 46, 231–306.
- 1996 Cartographia avarica. Kartographische Bemerkungen von ADAM bis Bajan. In: Etnische und kulturelle Verhältnisse an der mittleren Donau vom 6. bis zum 11. Jahrhundert. Symposium, Nitra 6. bis 10. November 1994. Hrsg. Darina Bialeková - Jozef Zábojník. Nitra, 151–165.
- 2002 Archäologische Denkmäler der Awarenzeit in Mitteleuropa I–II. Varia Archaeologica Hungarica XIII/1–2. Budapest.
- 2008 Was die Verbreitungskarten erzählen... Beiträge zum Problemkreis der Datierung der Awarenzeit. Antaeus - Communicationes Ex Instituto Archaeologico Academiae Scientiarum Hungaricae 29–30, 325–346.
- 2013 Castrum Tetel – Egy induló kutatási program kérdésfeltevései. In: A honfoglalás kor kutatásának legújabb eredményei. Tanulmányok Kovács László 70. születésnapjára. Monográfiák a Szegedi Tudományegyetem Régészeti Tanszékéről 3. Szerk. Révész László–Wolf Mária. Szeged, 357–371.
- 2013 Az Avar Kaganátus hatalmi központjai - a hringek. Tisicum XXII, 169-177.
- 2014 Semmiből egy régi világot: kutatások Solt–Tételhegyen (2005–2013). In: Településtörténeti kutatások. Solt-Tételhegy, Kiskunfélegyháza-Amler-bánya. Szerk. Somogyvári Ágnes–Szentpéteri József–V. Székely György. Archaeologia Cumanica 3, 7–22.
- 2014 Families, finds and generations - an interdisciplinary experiment at Vörs–Papkert B. In: Mensch, Siedlung und Landschaft im Wechsel der Jahrtausende am Balaton – People, Settlement and Landscape on Lake Balaton over the millennia. Castellum Pannonicum Pelsonense 4. Budapest–Leipzig–Keszthely–Rahden Westf, 361–390. (tsz. Költő László, Bernert Zsolt, Pap Ildikó)
- 2014 Családok, leletek, generációk - Egy interdiszciplináris kísérlet tanulságai: Vörs–Papkert B. In: Avarok pusztái. Régészeti tanulmányok Lőrinczy Gábor 60. születésnapjára. Szerk. Anders Alexandra–Balogh Csilla–Türk Attila. Budapest, 361–386.
- Szentpéteri József–Mednyánszky Miklós: Tételhegyi barlangmesék; Tételhegy Alapítvány, Kecskemét, 2014 (Solti aranykulcsos füzetek)